# Rastatt
Rastatt est une ville allemande, située dans le Land de Bade-Wurtemberg. Le nom de la ville peut autrefois avoir été orthographié « Rastadt ».

## Géographie
Rastatt est située dans la partie orientale de la plaine du Rhin, à environ 10 km de Baden-Baden, 30 km de Karlsruhe et 65 km de Strasbourg.

## Histoire
| Appartenances historiques Margraviat de Bade 1503-1535 Margraviat de Bade-Bade 1535-1771 Margraviat de Bade 1771-1803 Électorat de Bade 1803-1806 Grand-duché de Bade 1806–1871 Empire allemand 1871–1918 République de Weimar 1918-1933 Reich allemand 1933-1945 Allemagne occupée 1945-1949 Allemagne 1949-présent |

Rastatt, citée pour la première fois en 1084 sous la forme « Rasteten », est incendiée par les troupes françaises en 1689.
Le margrave Louis-Guillaume de Bade-Bade (1655-1707), dit Louis le Turc, fait de Rastatt une petite place forte et y élève un château destiné à remplacer sa résidence de Baden-Baden.
Le 6 mars 1714, sous les auspices de la régente Françoise-Sibylle de Saxe-Lauenbourg y est signé le traité de Rastatt, en annexe au traité d'Utrecht, qui met fin à la guerre de Succession d'Espagne.
Jusqu'en 1771, Rastatt est la résidence (non exclusive) des margraves de Bade-Bade de la branche dite de Baden-Baden.
Le 5 juillet 1796 a lieu la bataille de Rastatt entre les troupes françaises et les troupes autrichiennes.
De novembre 1797 à avril 1799 s'y tient le second congrès de Rastatt, lequel avait pour objectif d'accorder des compensations aux princes allemands dépossédés de leurs États sur la rive gauche du Rhin, annexée par la France. Ce congrès échoue après l'attentat, fomenté par l'Autriche, contre plusieurs négociateurs français.

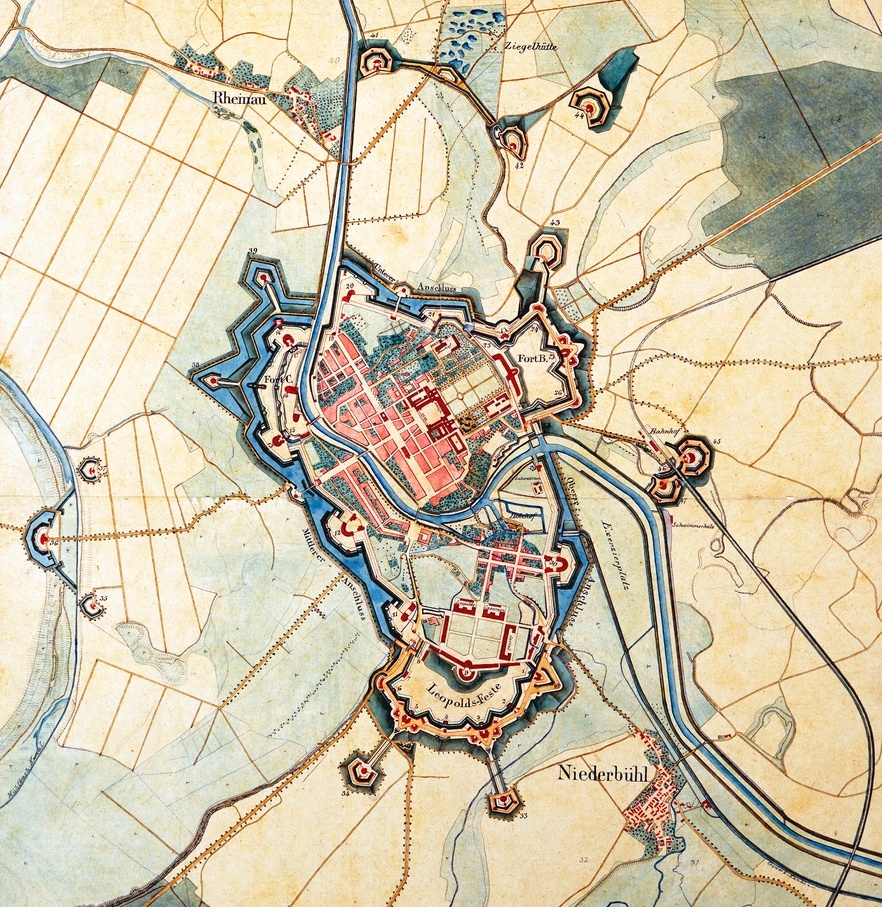
Plan des fortifications de Rastatt dans le Grand-duché de Bade en 1849.

En juillet 1849, les troupes prussiennes s'emparent de la forteresse de Rastatt, après la tentative de révolution libérale (à laquelle participent de nombreux Badois) contre le fonctionnement de la Confédération germanique.
Le 12 avril 1945 la ville est occupée par la 1re armée française.
Du fait de la présence des Forces françaises en Allemagne de 1945 au début des années 2000, de nombreuses familles françaises ont habité la ville. Les quartiers français se situant, entre autres, dans les rues du Westring, du Nordring, de la Goethestrasse, ou encore du Panoramaweg.
L'administration française met en place un tribunal le 2 mars 1946, sur les bases de la cour internationale de justice. Les procès portent sur certains crimes commis pendant la Seconde Guerre mondiale et se déroulent dans le château. Les deux derniers chefs du camp du Struthof, Friedrich Hartjenstein et Heinrich Schwarz, y sont jugés et condamnés à mort le 1er février 1947, 19 autres responsables SS sont également condamnés à mort.
De 1969 à 1993, le 42e régiment de transmissions de l'armée de terre française est basé dans la ville. Il quitte ensuite Rastatt pour s’implanter à Achern. 

## Économie

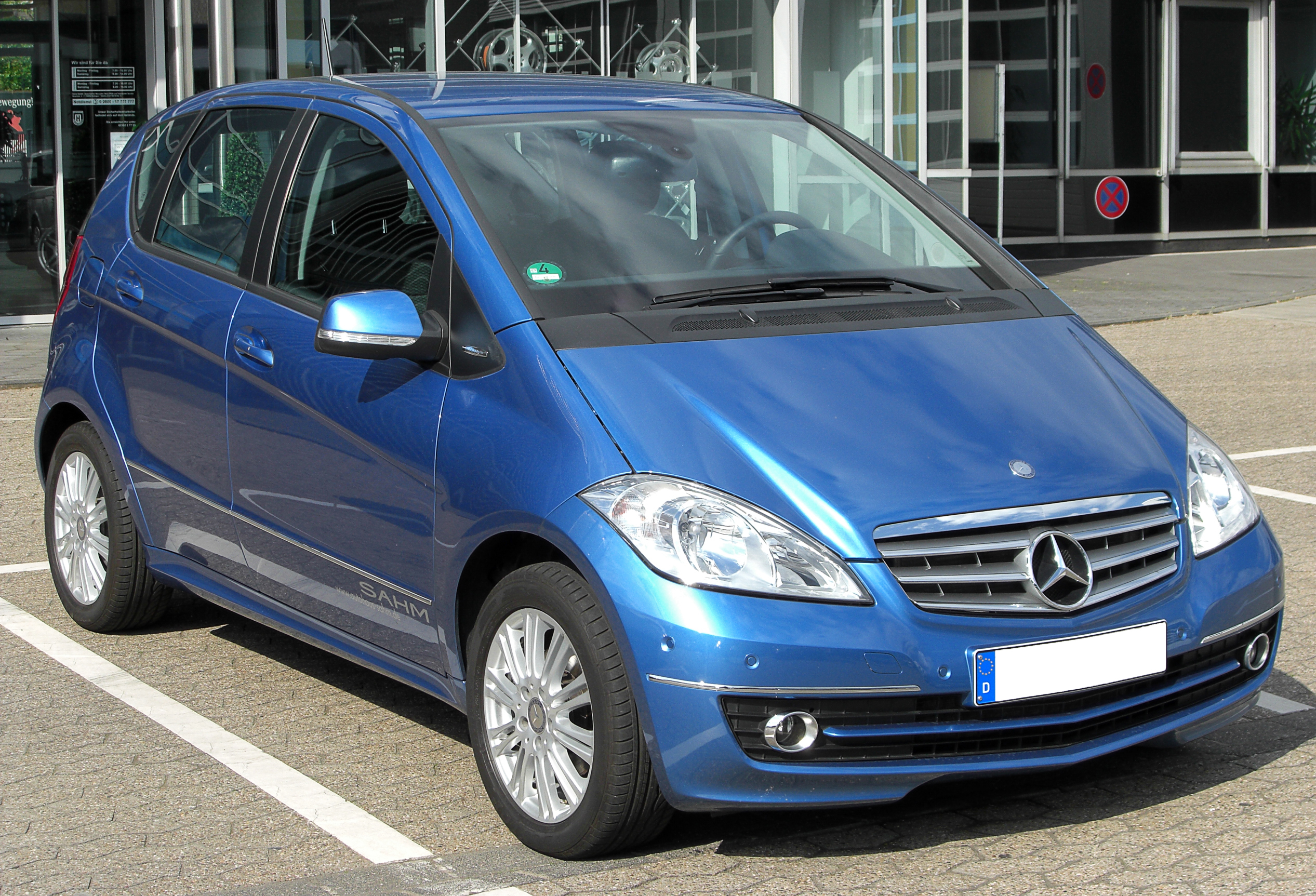
La Mercedes-Benz Classe A est l'un des modèles assemblés à Rastatt.

Le principal employeur est le constructeur automobile Daimler, avec 5 515 personnes. Le site, fondé en 1992, produit à 208 294 unités des Mercedes-Benz Classe A et B, ainsi qu'une version électrique de ces modèles.
La brasserie Brauerei C. Franz se trouve à Rastatt.

## Festivité
Tous les deux ans, fin mai, Rastatt s'anime lors d'un des plus importants festivals de théâtre de rue d'Allemagne, appelé « Tête à tête ».

## Lieux et monuments
- Château de Rastatt (XVIIIe siècle). L'aile sud  abrite le musée d'histoire de l'armement.
- Château Favorite (de) (XVIIIe siècle), à Förche (Rastatt).
- Église Saint-Alexandre (XVIIIe siècle), à Rastatt.

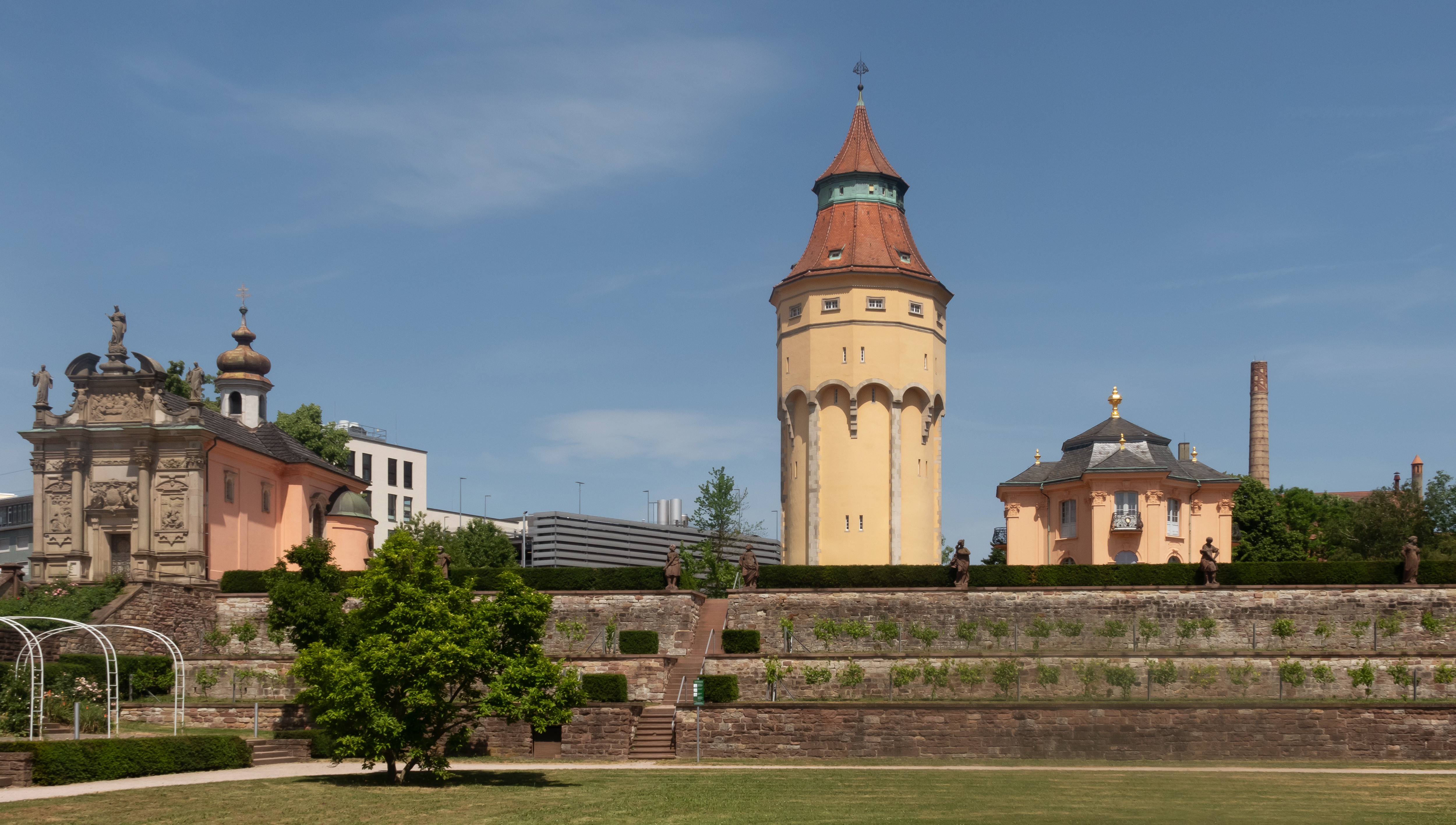
Chapelle, château d'eau et le Pagodenbourg
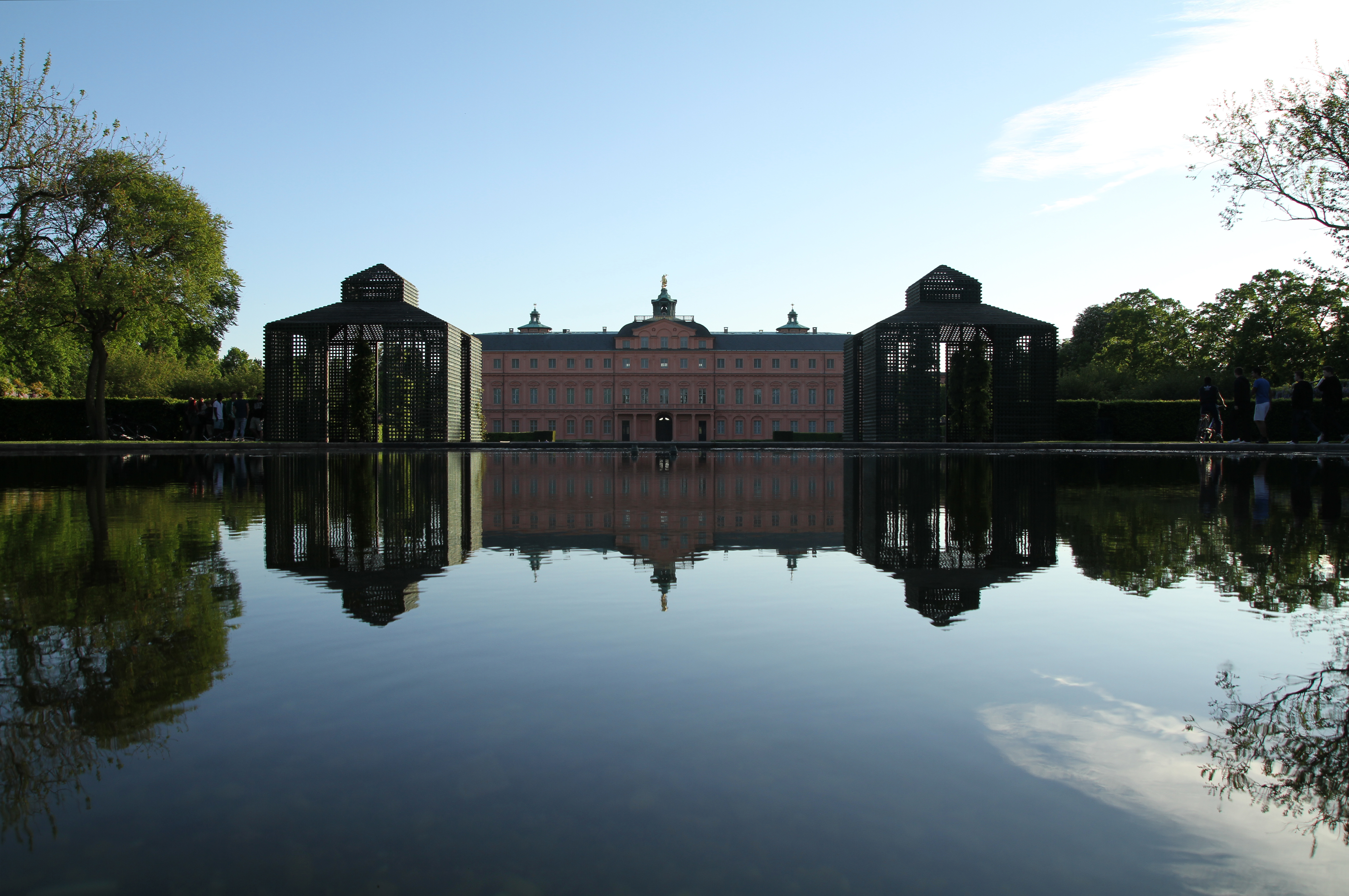
Château de Rastatt.
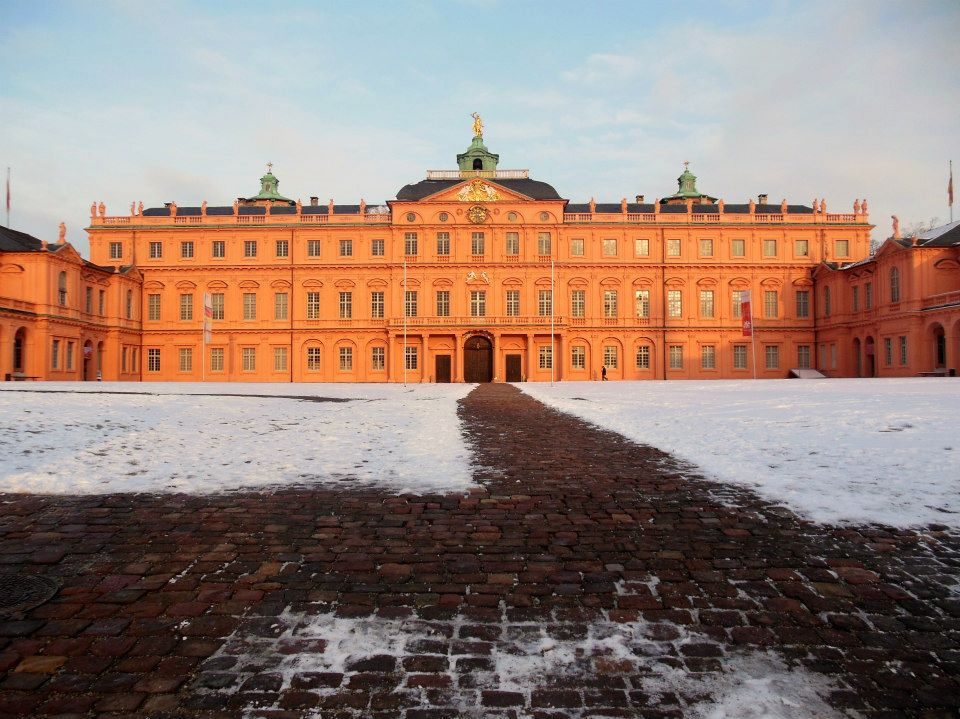
Château de Rastatt (XVIIIe siècle).
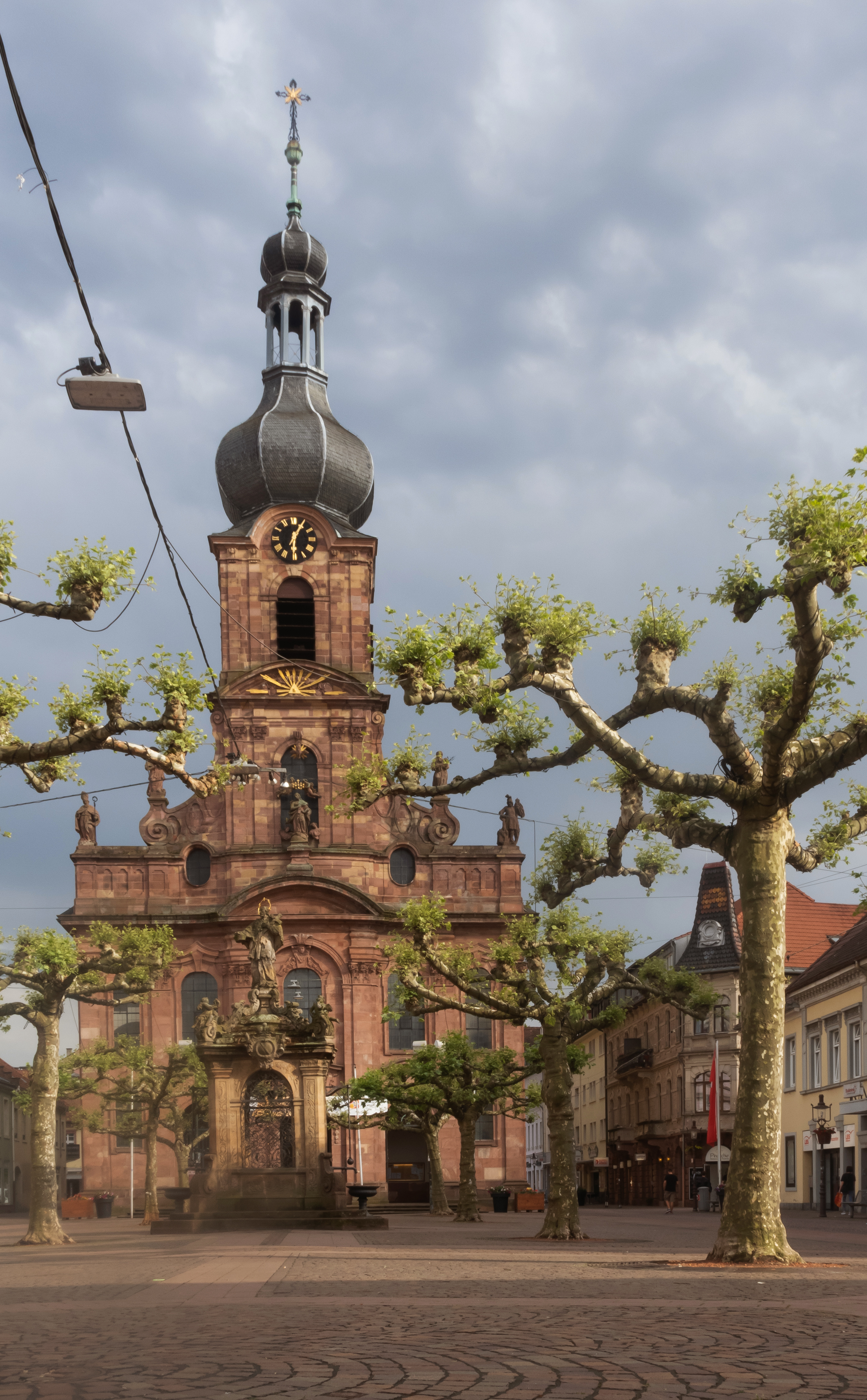
Église Saint-Alexandre (XVIIIe siècle).
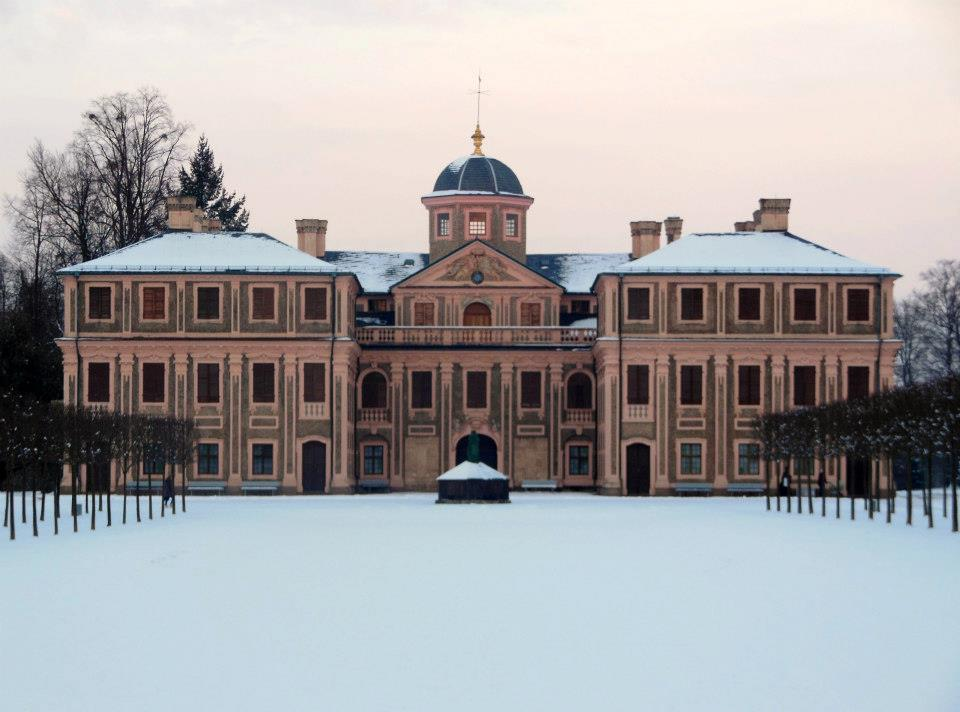
Château Favorite de Förche (XVIIIe siècle).

## Personnalités liées à la ville
- Ferdinand Sander (1840-1920), homme politique né à Rastatt.
- Wilhelm Stemmermann (1888-1944), général né à Rastatt.